# Varianti del SARS-CoV-2
La diffusione del SARS-CoV-2 in tutto il globo, ha portato con il passare del tempo alla comparsa di mutazioni e conseguentemente di varianti della sequenza WIV04/2019, ovvero di quella che è nota come la sequenza zero/originale che ha sviluppato la forma originaria della COVID-19.
Una variante è un genoma virale (codice genetico) che può contenere una o più mutazioni. In molti casi, specie nella comunicazione non scientifica,  viene considerata una variante, un gruppo di varianti con cambiamenti genetici simili, come un lignaggio con i suoi discendenti o un gruppo di lignaggi.
A dicembre 2021 ne sono state classificate oltre 200 di oltre 1 500 lignaggi designati.

## Origine delle varianti
I virus subiscono un cambiamento genetico mediante diversi meccanismi, tra cui la mutazione (sostituzione, delezione, inserimento) puntiforme e la ricombinazione. In generale, i virus a RNA, come il SARS-CoV-2, hanno genomi più piccoli dei virus a DNA, probabilmente come conseguenza dei loro tassi di mutazione più elevati. La ragione di questa relazione inversa tra dimensione del genoma e tasso di mutazione è probabilmente l'incapacità dei grandi virus a RNA di replicarsi senza generare mutazioni letali.
La ricombinazione si verifica in genere quando almeno due genomi virali coinfettano la stessa cellula ospite e si scambiano segmenti genetici. Ci sono diverse teorie sui meccanismi origine delle varianti del SARS-CoV-2. Tutte implicano una pressione selettiva che favorisce il virus in grado ad adattarsi a nuove circostanze.
- Selezione per la resistenza anticorpale e la rapida replicazione nei singoli pazienti in soggetti parzialmente immuni che non riescono ad eliminare in tempi brevi il virus.
- Zoonosi inversa con più salti di specie. La zoonosi cioè l'infezione dell'uomo da parte di un virus animale è l'ipotesi prevalente sull'origine del SARS-CoV-2 ancestrale. La zoonosi inversa è un'infezione umana da un animale che è stato inizialmente infettato dal virus umano. È noto che almeno molte specie diverse sono state infettate da esseri umani portatori di SARS-CoV-2 e che il virus dopo essere mutato per adattarsi alla nuova specie può reinfettare l'uomo.[7] L'intera popolazione danese di visoni è stata abbattuta alla fine del 2020 per l'emergere nell'uomo della cosiddetta variante SARS-CoV-2 cluster 5.
- Ricombinazione: in natura la ricombinazione si verifica normalmente quando almeno due genomi virali coinfettano la stessa cellula ospite e si scambiano segmenti genetici. A questa ricombinazione intergenomica nel SARS-CoV-2 si aggiunge la possibile ricombinazione intragenomica, dove alcune sequenze possono essere trasferite da una regione ad un'altra dello stesso genoma.[5][8]

## Nomenclatura

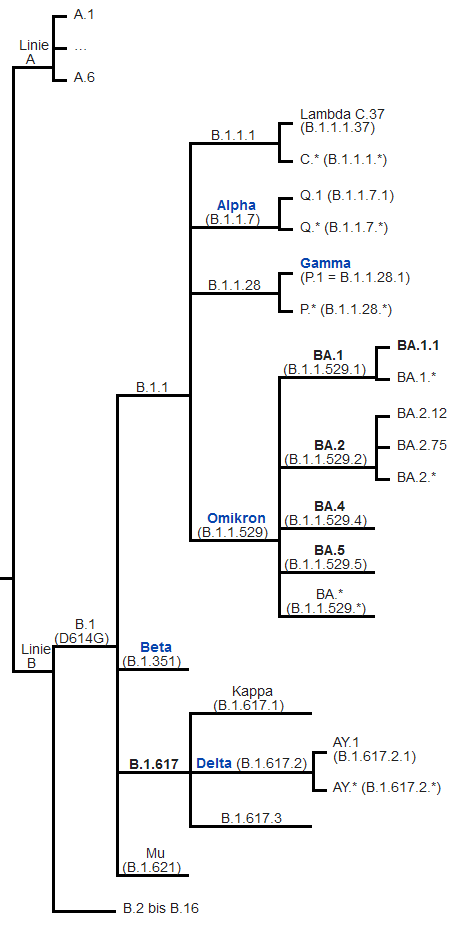
Estratto delle denominazioni OMS e PANGO a dicembre 2021

Nei primi mesi di diffusione della pandemia molte organizzazioni, inclusi governi e testate giornalistiche, hanno fatto riferimento colloquialmente alle varianti del paese in cui sono state identificate per la prima volta. Esempio : Variante Inglese , Variante Brasiliana ecc. Queste denominazioni, oltre a stigmatizzare impropriamente un paese,
Con varie decine di migliaia di sequenziamenti del genoma del  SARS-CoV-2 e un tasso di mutazione di 1,12 × 10−3 mutazioni per anno/sito simile a quello del SARS-CoV-1, dalla fine del 2019 si sono prodotte migliaia di varianti. Tutte queste varianti possono essere raggruppate in gruppi più grandi come lignaggi o clade . Non esiste una nomenclatura standard ma quella più dettagliata e maggiormente condivisa nella letteratura scientifica è la nomenclatura PANGO.
Sono utilizzate altre nomenclature per raggruppare le varianti:
- GISAID , che a fine 2021 ha codificato 11 clade globali (S, O, L, V, G, GH, GK,  GR,  GRY, GRA GV) su 6 900 000 sequenze comunicate.
- Nextstrain , che a fine 2021 ha codificato 23 cladi  (19A–B, 20A–20J e 21A-H) .

### Classificazione per rilevanza
Ogni autorità sanitaria, nazionale o sovranazionale, può inoltre istituire un proprio sistema classificazione.
Le classi tipicamente utilizzate sono:
- Variante da monitorare (VUM)
- Variante di interesse (VOI)
- Variante di preoccupazione (VOC)

Nel Regno Unito il Public Health England ha denominato ciascuna variante tracciata per anno, mese e numero nel formato , precedendo rispettivamente "VUI" o "VOC" per una variante oggetto di indagine o una variante preoccupante . Esempio: VOC‑21APR‑02 ( prima di febbraio 2021: VOC-202012/01) attribuito al lignaggio B.1.1.7
Il 31 maggio 2021 l'Organizzazione Mondiale della Sanità ha annunciato l'utilizzo delle lettere greche per denominare i ceppi VOI e VOC. Esempio: Alpha attribuito al lignaggio B.1.1.7.
La classe di rilevanza delle varianti può variare nel tempo e la stessa variante può essere classificata diversamente da diverse autorità sanitarie: Esempio a metà dicembre 2021 il lignaggio B.1.1.7 era classificato VOC dall'OMS, VOM dal CDC e completamente declassificato dall'ECDC che la classificava VOC a febbraio del 2021.
Alcune autorità sanitarie nazionali utilizzano ulteriori classi di rilevanza. Ad esempio il CDC classifica VOHC le varianti che evadono le misure di prevenzione o le contromisure mediche adottate per combattere le varianti precedentemente circolanti.

## Epidemiologia
L'emergere del SARS-CoV-2 potrebbe essere il risultato di eventi di ricombinazione genetica tra un coronavirus simile alla SARS del pipistrello e un coronavirus del pangolino attraverso la trasmissione tra specie.
I primi genomi umani di virus disponibili sono stati raccolti dai pazienti a partire dal dicembre 2019 e i ricercatori cinesi hanno confrontato questi primi genomi con ceppi di coronavirus di pipistrello e pangolino per stimare il tipo ancestrale di coronavirus umano;  il tipo di genoma ancestrale identificato è stato etichettato con "S", e il suo tipo derivato dominante è stato etichettato con "L" per riflettere i cambiamenti dell'amminoacido mutante.  Indipendentemente, i ricercatori occidentali hanno effettuato analisi simili ma hanno etichettato il tipo ancestrale "A" e il tipo derivato "B".  Il tipo B è mutato in altri tipi, incluso B.1, che è l'antenato delle principali varianti di interesse (VOC), etichettate nel 2021 dall'OMS come Alfa, Beta, Gamma, Delta e Omicron.
La tabella seguente presenta le informazioni per le varianti classificate come VOC dall'OMS a fine 2021.
Legenda relativa al rischio:   Molto alto   Alto   Medio   Basso   Sconosciuto
| Identificazione | Identificazione      | Identificazione | Identificazione | Identificazione                 | Primo rilevamento    | Primo rilevamento         | Primo rilevamento | Mutazioni notevoli   | Cambiamenti clinici     | Cambiamenti clinici     | Cambiamenti clinici                                                                     | Attività anticorpale neutralizzante                                                   | Attività anticorpale neutralizzante |
| OMS             | Pango                | Nextstrain      | PHE             | Luogo dove è stata identificata | Data identificazione | Dichiarata "VOC" dall'OMS | Trasmissibilità | Mutazioni notevoli   | Ospedalizzazione        | Tasso di letalità       | Da infezione naturale                                                                   | Dalla vaccinazione                                                                    |                                     |
| --------------- | -------------------- | --------------- | --------------- | ------------------------------- | -------------------- | ------------------------- | --- | -------------------- | ----------------------- | ----------------------- | --------------------------------------------------------------------------------------- | ------------------------------------------------------------------------------------- | ----------------------------------- |
| Alpha           | B.1.1.7              | 20I (V1)        | VOC-20DEC-01    | Regno Unito                     | 20 settembre 2020    | 18 dicembre 2020          | N501Y, 69–70del, P681H, D614G | +29% (24–33%)        | +52% (47–57%)           | +59% (44–74%)           | Riduzione minima                                                                        | Riduzione minima                                                                      |                                     |
| Beta            | B.1.351              | 20H (V2)        | VOC-20DEC-02    | Sudafrica                       | maggio 2020          | 14 gennaio 2021           | N501Y, K417N, E484K | +25% (20–30%)        | +140% (70-230%)         | Possibilmente aumentato | Risposta ridotta delle cellule T provocata dal virus D614G                              | Efficacia: ridotta contro la malattia sintomatica, mantenuta contro la malattia grave |                                     |
| Gamma           | B.1.1.28.1 alias P.1 | 20H (V2)        | VOC-21JAN-02    | Brasile                         | novembre 2020        | 15 gennaio 2021           | N501Y, E484K, K417T | +38% (29–48%)        | Possibilmente aumentato | +50% (50%, 20–90%)      | Ridotto                                                                                 | Trattenuto da molti vaccini eccetto Pfizer–BioNTech                                   |                                     |
| Delta           | B.1.617.2            | 21A             | VOC‑21APR‑02    | India                           | ottobre 2020         | 6 maggio 2021             | E484Q, L452R, P681R | +97% (76–117%)       | +85% (39–147%)          | +137% (50–230%)         | Reinfezioni, con un tasso di occorrenza inferiore rispetto alle infezioni nei vaccinati | Riduzione dell'efficacia per malattie non gravi                                       |                                     |
| Omicron         | B.1.1.529 alias BA*  | 21K             | VOC-21NOV-01    | Sudafrica                       | novembre 2021        | 21 novembre 2021          | A67V, Δ69-70, T95I, G142D, Δ143-145, N211I, Δ212, ins215EPE, G339D, S371L, S373P, S375F, K417N, N440K, G446S, S477N, T478K, E484A, Q493R, G496S, Q498R, N501Y, Y505H, T547K, D614G, H655Y, N679K, P681H, N764K, D796Y, N856K, Q954H, N969K, L981F | Sotto investigazione | Sotto investigazione    | Sotto investigazione    | Sotto investigazione                                                                    | Sotto investigazione                                                                  |                                     |

## Varianti di preoccupazione (OMS dicembre 2021)

### Variante Alfa
100 - 999 casi confermati
     50 - 99 casi confermati
     10 - 49 casi confermati
     5 - 9 casi confermati
     2 - 4 casi confermati
     1 caso confermato
     Stato con casi confermati, ma di cui non si hanno cifre precise
     Casi sospetti
     Nessun caso o nessun dato

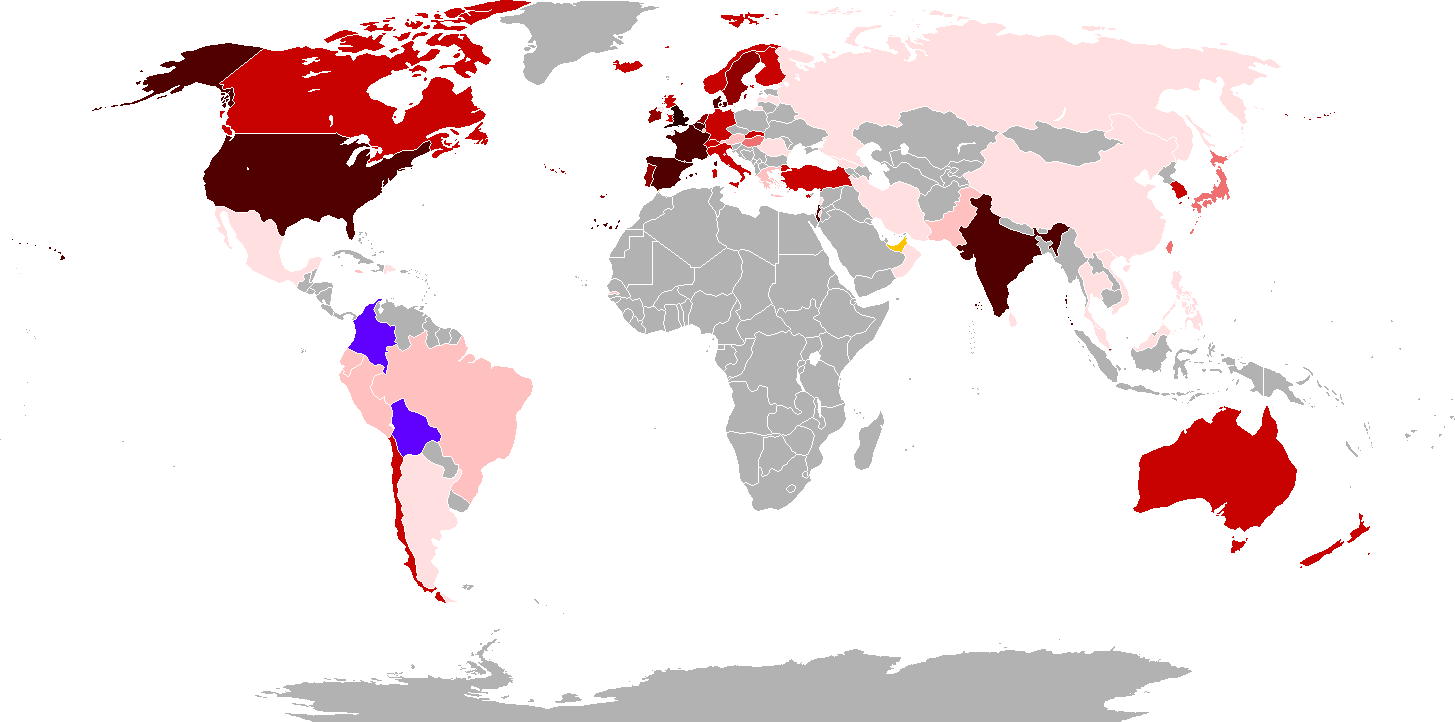
Stati con casi confermati della variante VOC-202012/01 al 23 gennaio 2021
100 - 999 casi confermati
50 - 99 casi confermati
10 - 49 casi confermati
5 - 9 casi confermati
2 - 4 casi confermati
1 caso confermato
Stato con casi confermati, ma di cui non si hanno cifre precise
Casi sospetti
Nessun caso o nessun dato

Rilevata per la prima volta nell'ottobre 2020 durante la pandemia di COVID-19 nel Regno Unito da un campione prelevato il mese precedente, rispetto al virus che era stato isolato originariamente a Wuhan, la variante britannica contiene ben 17 differenze, cosa che la rende particolarmente differente dalle altre varianti, che di norma si differenziano dal ceppo originale cinese per 2-3 differenze totali.

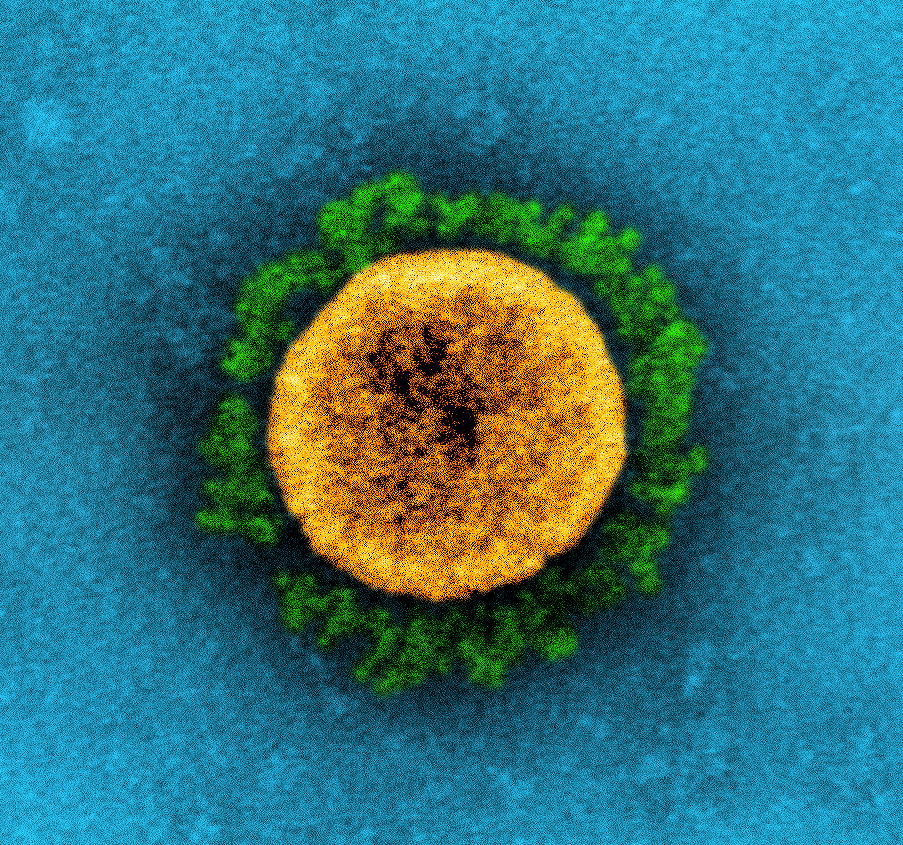
Micrografia elettronica a trasmissione di falsi colori della variante inglese. Si ritiene che la maggiore trasmissibilità della variante sia dovuta a cambiamenti nella struttura delle proteine spike, mostrate qui in verde.

Fra le principali differenze ci sono l'aumento delle segnalazioni di tosse dal 27% al 35% e l'elencazione di nuovi sintomi quali: affaticamento, dolori muscolari e mal di gola; mentre a livello genetico si segnalano l’eliminazione di un particolare aminoacido in due punti del DNA e la sostituzione di un aminoacido nei confronti di un altro nelle zone N501Y, A570D, P681H, D614G, T716I, S982A, D1118H.
È stimata essere del 30%-70% più trasmissibile e letale del SARS-CoV-2 normale ed è legata a un aumento significativo delle infezioni da SARS-CoV-2 nel Paese.

#### B.1.1.7 + E484K
Fanno parte della variante Alpha anche alcune sottovarianti prodotte presumibilmente per addizione tra una infezione Alpha ed una Beta.
Queste sottovarianti con sostituzione dell'acido glutammico in posizione 484 non hanno avuto i requisiti necessari per il sistema di denominazione PANGO.
Rilevata per la prima volta il 4 marzo 2021 nello Stato dell'Oregon, è una variante del SARS CoV-2 lignaggio B.1.1.7 presumibilmente nata spontaneamente e non importata, che si distingue dal lignaggio originale per un'ulteriore mutazione dell'E484K, dalla quale viene il nome B.1.1.7 con mutazioni E484K dato dal Public Health England.

### Variante Beta
100 - 999 casi confermati
     50 - 99 casi confermati
     10 - 49 casi confermati
     5 - 9 casi confermati
     2 - 4 casi confermati
     1 caso confermato
     Stato con casi confermati, ma di cui non si hanno cifre precise
     Casi sospetti
     Nessun caso o nessun dato

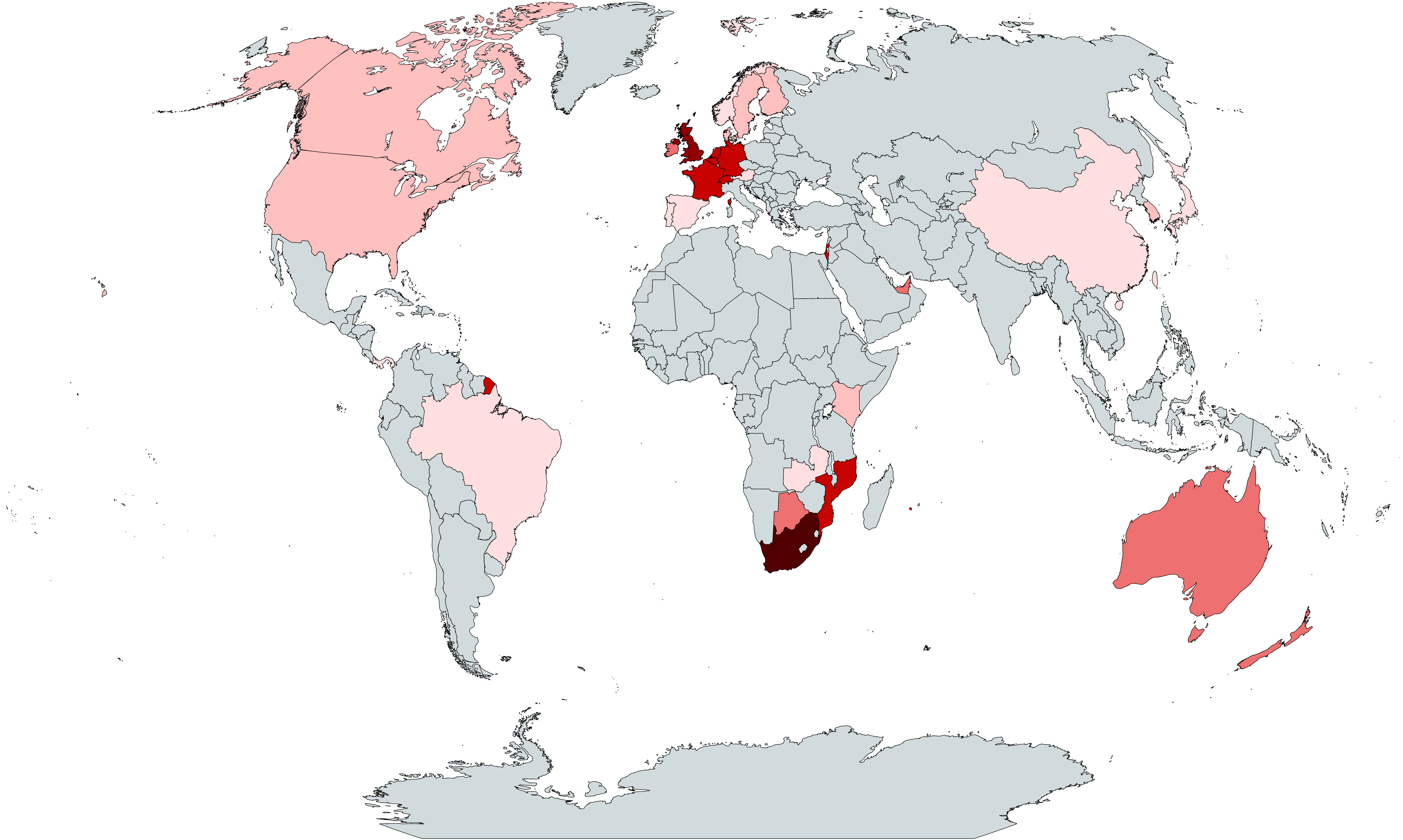
Stati con casi confermati della variante Beta al 29 gennaio 2021
100 - 999 casi confermati
50 - 99 casi confermati
10 - 49 casi confermati
5 - 9 casi confermati
2 - 4 casi confermati
1 caso confermato
Stato con casi confermati, ma di cui non si hanno cifre precise
Casi sospetti
Nessun caso o nessun dato

Rilevata per la prima volta in Sudafrica, il 18 dicembre 2020, da medici del dipartimento sanitario sudafricano, la variante, chiamata 501.V2, è stata sequenziata da ricercatori e funzionari che hanno scoperto che la prevalenza della variante era più alta tra i giovani senza condizioni di salute sottostanti e che, rispetto ad altre varianti, provocava una malattia maggiormente grave.
Mentre a livello biologico, gli scienziati hanno notato che la variante contiene diverse mutazioni che le consentono di legarsi più facilmente alle cellule umane a causa di tre mutazioni nel dominio di legame del recettore (RBD) nella glicoproteina spike del virus: N501Y, K417N e E484.
Nella nomenclatura PANGO le è stata denominata B.1.351.

### Variante Delta
La variante Delta, nota anche come B.1.617.2, è la variante dominante a livello globale nel 2021 e si è diffusa in almeno 185 paesi.  Fu scoperta per la prima volta in India. Discendente del lignaggio B.1.617, che include anche la variante Kappa oggetto di indagine, è stata scoperta per la prima volta nell'ottobre 2020 e da allora si è diffuso a livello internazionale. Il 6 maggio 2021, gli scienziati britannici hanno dichiarato B.1.617.2 (che in particolare manca di mutazione in E484Q) come "variante di preoccupazione", etichettandolo VOC-21APR-02, dopo aver segnalato la prova che si diffonde più rapidamente rispetto alla versione originale del virus e potrebbe diffondersi più rapidamente o con la stessa rapidità di Alpha.  Porta mutazioni L452R e P681R nel peplomero;  differenza di Kappa, porta T478K ma non E484Q.
Il 3 giugno 2021, il Public Health England ha riferito che dodici dei 42 decessi per la variante Delta in Inghilterra erano tra i completamente vaccinati e che si stava diffondendo quasi due volte più velocemente della variante Alpha.  Sempre l'11 giugno, il Foothills Medical Center di Calgary, in Canada, ha riferito che la metà dei 22 casi della variante Delta si è verificata tra i vaccinati. 
Nel giugno 2021 sono iniziate ad apparire segnalazioni di una variante di Delta con la mutazione K417N.  La mutazione, presente anche nelle varianti Beta e Gamma, ha sollevato preoccupazioni sulla possibilità di una ridotta efficacia dei vaccini e dei trattamenti con anticorpi e sull'aumento del rischio di reinfezione.  Visto il grande numero di sottovarianti nella nomenclatura per PANGO per non allungare i codici oltre il terzo livello di discendenza è stato introdotto l'alias AY. al posto di B.1.617.2 per cui la sottovariante B.1.617.2 viene chiamata AY.4

### Variante Gamma
Trasmissione locale
     Trasmissione importata
     Metodo di trasmissione sconosciuta

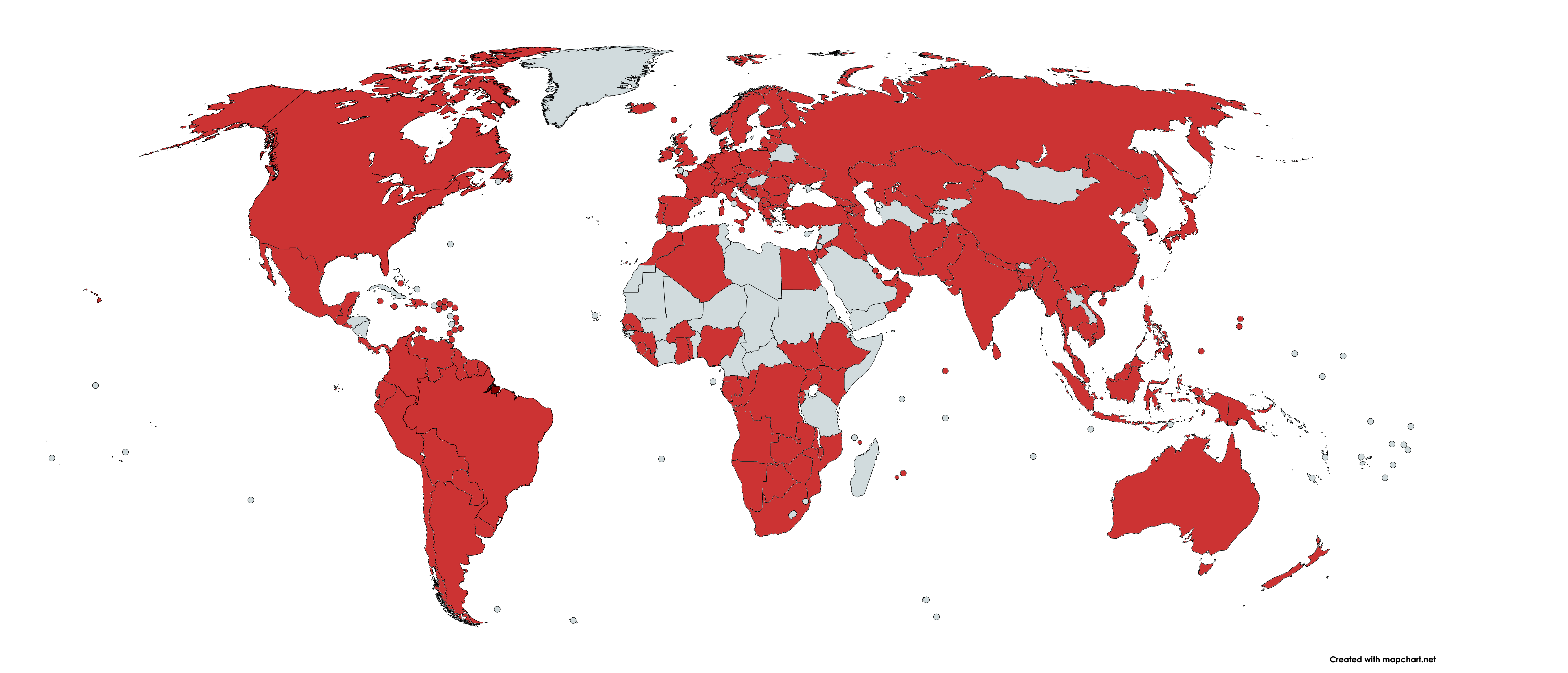
Stati con casi confermati di variante Gamma, lignaggio P.1, aggiornati all'11 febbraio 2021.
Legenda:
Trasmissione locale
Trasmissione importata
Metodo di trasmissione sconosciuta

Rilevata per la prima volta a Tokyo, il 6 gennaio 2021, dal National Institute of Infectious Diseases. Il nuovo ceppo, chiamato Variante P.1, è stato identificato in quattro persone arrivate a Tokyo con un aereo proveniente dallo Stato brasiliano di Amazonas il 2 gennaio.
Presente in Brasile sin dal dicembre 2020, essa ha un totale di 17 mutazioni nel dominio di legame del recettore nella glicoproteina spinula del virus: N501Y, E484K e K41YT, che causano:
- elevata capacità di infezione;
- resistenza al plasma iperimmune;
- inefficacia di alcuni anticorpi monoclonali.

### Variante Omicron
La variante Omicron, nota come lignaggio B.1.1.529, è stata dichiarata una variante preoccupante dall'Organizzazione Mondiale della Sanità il 26 novembre 2021.
Chiamato Omicron dall'OMS, è stato identificato nel novembre 2021 in Botswana e Sudafrica; un caso si era recato a Hong Kong, un caso confermato è stato identificato in Israele in un viaggiatore di ritorno dal Malawi, insieme a due che sono tornati dal Sudafrica e uno dal Madagascar. Il Belgio ha confermato il primo caso rilevato in Europa il 26 novembre 2021 in un individuo che era tornato dall'Egitto l'11 novembre.
La variante presenta un gran numero di mutazioni, di cui alcune riguardano. Il numero di casi nel lignaggio B.1.1.529 è cresciuto molto rapidamente prima in tutte le aree del Sudafrica, a gennaio 2022 era già ampiamente dominante, e poi con analoga velocità in tutto il mondo. Alcune prove mostrano che questa variante ha un aumentato rischio di reinfezione. Sono in corso studi per valutare l'esatto impatto su trasmissibilità, mortalità e altri fattori.

## Altre varianti

### Cluster 5
Rilevata per la prima volta il 2 novembre 2020, dal Statens Serum Institut. È stata resa nota al pubblico con il nome di Cluster 5 il 4 novembre seguente dalla prima ministra danese Mette Frederiksen che l'ha definita come una nuova variante di SARS-CoV-2 che veniva trasmessa agli esseri umani attraverso i visoni e principalmente a quelli degli allevamenti nello Jutland Settentrionale. Il 5 novembre a seguito della rivelazione da parte della SSI di dodici infezioni umane causate dalla variante (otto direttamente associate ad allevamenti di visoni) e della potenziale riduzione dell'efficacia dei vaccini per la COVID-19, la stessa prima ministra ha annunciato l'abbattimento dell'intera popolazione danese di visoni (circa 17 milioni di esemplari) e l'inizio di misure di chiusura nazionale.

### Variante B.1.1.207
Rilevata per la prima volta nel dicembre 2020 in Nigeria e resa nota al pubblico dal direttore dell'African Centre of Excellence for Genomics of Infectious Diseases, John Nkengasong, che ha dichiarato che un ceppo di SARS-CoV-2 di cui si sono state trovate tracce, chiamata Variante B.1.1.207, era stata rintracciata nel Paese.
La variante è stata sequenziata per la prima volta dallo stesso African Centre of Excellence for Genomics of Infectious Diseases, che ha trovato in essa una mutazione P681H, condivisa con la variante britannica e rappresenta circa l'1% dei genomi virali sequenziati durante la pandemia di COVID-19 in Nigeria, con la possibilità di aumentare di pericolosità come dichiarato dal Centers for Disease Control and Prevention.

### Variante B.1.1.317
Individuata per la prima volta nel marzo 2021 nel Queensland, in Australia, si hanno ufficialmente soltanto due casi noti: due persone di un albergo di Brisbane che hanno dovuto sottoporsi a una quarantena aggiuntiva di 5 giorni oltre ai 14 giorni obbligatori dopo che era stato confermato che erano stati infettati da questa variante.

### Variante B.1.1.318/VUI-21FEB-04
Individuata per la prima volta nel Regno Unito il 24 febbraio 2021, sono stati accertati solo 16 casi di persone affette dalla variante.

### Variante B.1.429/CAL.20C
Rilevata per la prima volta nel luglio 2020 da ricercatori del Cedars-Sinai Medical Center, in uno dei 1 230 campioni di virus raccolti nella contea di Los Angeles dall'inizio della pandemia di COVID-19, la Variante B.1.429 o CAL.20C è definita da cinque mutazioni distinte (I4205V e D1183Y nel gene ORF1ab e S13I, W152C, L452R nel gene S delle proteine spike), di cui il gene L452R (precedentemente anche rilevato in altri lignaggi non imparentati). Considerato tra quelli più probabilmente trasmissibili, per un periodo non venne più rilevato fino a quando nel settembre 2020 è riapparso tra i campioni in California, ma con i numeri di casi molto bassi fino a novembre, infatti nel novembre 2020 la variante rappresentava il 36% dei campioni raccolti presso il Cedars-Sinai Medical Center; mentre nel gennaio 2021 rappresentava il 50% dei campioni. Successivamente tramite un comunicato stampa congiunto da parte di USCF, California Department of Public Health e Santa Clara County Public Health Department è stato annunciato la diffusione della variante in altri Stati degli Stati Uniti, seguiti successivamente da alcuni casi in America del Nord, in Europa, in Asia e in Australia.

### Variante B.1.525/VUI-21FEB-03
Individuata per la prima volta nel Regno Unito e in Nigeria dal Public Healt England, la variante B.1.525 o VUI-21FEB-03 porta la stessa mutazione E484K trovata anche nelle varianti P.1 e P.2, porta anche la stessa delezione degli amminoacidi istidina (ΔH69) e valina (ΔV70) nelle posizioni 69 e 70 come nella variante inglese e le mutazione N439K e Y453F, quest'ultimo presente nella variante danese. Al maggio 2021, questa variante è stata individuata in 23 Paesi, tra cui Regno Unito, Danimarca, Finlandia, Norvegia, Paesi Bassi, Belgio, Francia, Spagna, Nigeria, Ghana, Giordania, Giappone, Singapore, Australia, Canada, Germania, Italia, Slovenia, Austria, Malaysia, Svizzera, Irlanda e Stati Uniti d'America.

### Variante B.1.526
Rilevata per la prima volta nella città di New York, la variante, che presenta la mutazione dello spike E484K, che può aiutare il virus a eludere gli anticorpi, e la mutazione dello spike S477N, che può aiutare il virus a legarsi più strettamente alle cellule umane, si è diffuso a febbraio 2021 nell'intero Stato di New York rappresentando un quarto della sequenza virale individuata nello Stato. A partire dall'aprile seguente la variante ha iniziato la diffusione negli altri 49 Stati degli Stati Uniti d'America e in 18 Paesi stranieri.

### Variante B.1.617
100+ casi confermati
     2 - 99 casi confermati
     1 caso confermato
     Nessun caso o nessun dato

Stati con casi confermati della variante lignaggio B.1.617 al 21 aprile 2021.
100+ casi confermati
2 - 99 casi confermati
1 caso confermato
Nessun caso o nessun dato

Rilevata per la prima volta nell'ottobre 2020 in India, la variante B.1.617 o VUI-21APR-01 presenta 15 mutazioni genetiche, tra cui quelle E484Q, G142D, D111D e L452R delle proteine spinula. Dal primo rilevamento fino al gennaio 2021, ci sono stati pochi casi ma ad aprile si è iniziato a diffondere in almeno 20 Paesi in tutti i continenti.
Una sua discendenza, la variante Delta (B.1.617.2) è diventata la variante più diffusa (prevalenza cumulativa) nel 2021.

### Variante B.1.618
Individuata per la prima volta nell'ottobre 2020 nel Bengala Occidentale, la variante B.1.618 ha una mutazione dello spike E484K.

### Variante P.3/VUI-21MAR-02
Individuata per la prima volta nel febbraio 2021 dal Kagawaran ng Kalusugan (Dipartimento della salute filippino) che ha confermato il rilevamento di una variante nel Visayas Centrale dopo che i campioni di alcuni pazienti sono stati inviati per il sequenziamento del genoma. Dai campioni sono state trovate le mutazioni E484K e N501Y delle proteine spinule, rilevate in 37 campioni su 50, con entrambe le mutazioni co-presenti in 29 di questi. 
Il 13 marzo, a seguito della conferma da parte del Dipartimento della Salute che le mutazioni costituivano una variante, ha preso il nome di variante P.3 e, in seguito, data la diffusione in Asia e in Europa ha preso il nome di VUI-21MAR-02.

## Varianti chimera
Varie varianti, così come lo stesso SARS-CoV-2 ancestrale, sono molto probabilmente risultato di ricombinazione genetica. La ricombinazione intergenomica produce diversità genetica e, paradossalmente, mantiene l'integrità cromosomica. Il fenomeno di ricombinazione è frequente nel SARS-CoV-2. Uno studio statunitense su 1,6 milioni di genomi SARS-CoV-2 ha identificato il 2,7% di sequenze ricombinate. Il riconoscimento analitico di queste varianti ibride è complesso, anche perché c'erano differenze relativamente piccole tra i genomi delle varianti del SARS-CoV-2 circolanti contemporaneamente nello stesso territorio. La probabilità di contaminazione o errore analitico è relativamente alta. La situazione è cambiata tra dicembre 2021 e gennaio 2022, con la significativa co-circolazione di Delta e Omicron, meno geneticamente vicine, che ha aumentato le probabilità di emergenza e di rilevazione di ricombinazione genetica. A metà gennaio 2022 si è cominciato a parlare di una variante Deltamicron o Deltacron (nomi non ufficiali) ricombinante i genomi della Delta e dell'Omicron BA1. Una sequenza di questa variante chimera, lignaggio XD, circolante in Francia Olanda e Danimarca è stata identificata all'inizio di marzo 2022. Una diversa ricombinazione tra Delta e Omicron BA1 è stata identificata nel Regno Unito a febbraio 2022, lignaggio XF. Per una ricombinazione tra l'Omicron BA1 e la BA2, identificata nel Regno Unito il 19 gennaio 2022, lignaggio XE, l'OMS ha emesso un avvertimento a causa della trasmissibilità superiore a quella della varianti precedenti.

## Differenza dell'efficacia dei vaccini
La potenziale comparsa di una variante SARS-CoV-2 moderatamente o completamente resistente alla risposta anticorpale provocata dall'attuale generazione di vaccini anti-COVID-19 potrebbe richiedere la modifica dei vaccini. Le ricerche indicano che molti vaccini sviluppati per il ceppo iniziale hanno un'efficacia inferiore per alcune varianti rispetto alla sequenza iniziale.
A partire dal febbraio 2021, la Food and Drug Administration statunitense riteneva che tutti i vaccini autorizzati dalla stessa rimanessero efficaci nella protezione contro i ceppi circolanti di SARS-CoV-2.

### Variante B.1.1.7/VOC-20DEC-01
A metà dicembre 2020, nel Regno Unito è stata identificata la nuova variante del SARS-CoV-2 (VOC-202012/01). I dati preliminari hanno indicato che questa variante ha mostrato un aumento stimato del numero di riproduzione (R) di 0,4 o superiore e una maggiore trasmissibilità fino al 70%, ma senza prove di una minore efficacia del vaccino su di essa.
Altri dati hanno affermato:
- la protezione dalle varianti da parte dei vaccini Pfizer-BioNTech[113] e Moderna.[114]
- diminuzione dell'efficacia del vaccino AstraZeneca dal 71–91% al 42-89%.[115]

### Variante B.1.351/501.V2
Successivamente alla diffusione della variante si è subito iniziato a progettare un vaccino capace di difendere il corpo anche da questa variante, e il primo tentativo è stato da parte dell'azienda statunitense Moderna.
Il 29 gennaio 2021, l'azienda Johnson & Johnson, che aveva condotto prove per il suo vaccino Ad26.COV2.S in Sudafrica, ha riferito che il livello di protezione contro l'infezione da COVID-19 era del 72% negli Stati Uniti e del 57% in Sudafrica. Qualche giorno dopo, il 6 febbraio 2021, il Financial Times ha riferito dei dati provvisori di uno studio condotto dall'Università del Witwatersrand congiuntamente con l'Università di Oxford che hanno dimostrato una ridotta efficacia del vaccino AstraZeneca, sulla base di uno studio di 2 000 campioni. Perciò, il giorno seguente, il ministro della salute sudafricano ha sospeso il previsto dispiegamento di circa un milione di dosi del vaccino in attesa di maggiori dati.
Il 17 febbraio 2021, Pfizer ha dichiarato che l'attività di neutralizzazione del proprio vaccino era ridotta di due terzi per questa variante, affermando però che non potevano ancora essere fatte affermazioni sull'efficacia del vaccino nella prevenzione della malattia per questa variante e che bisognavano altri studi, che successivamente hanno confermato la ridotta attività neutralizzante dei sieri di pazienti vaccinati con i vaccini Moderna e Pfizer-BioNTech. Il mese seguente, altri studi hanno invece dichiarato che il vaccino era efficace al 100% (cioè che tra i vaccinati non si erano riscontrati casi d'infezione).

### Variante P.1/20J/501Y.V3
La variante sembra essere parzialmente inefficace al vaccino Pfizer-BioNTech.

### Variante B.1.617
Fra le quindici mutazioni che la caratterizzano, quelle in E484Q e L452R risultano essere potenzialmente contrarie alla formazione di anticorpi.